# 南奥克尼群岛
南奥克尼群岛（英語：South Orkney Islands）是南冰洋中的一组岛屿，位于南极半岛顶端东北方向约604公里和南乔治亚岛西南方向844公里，由科罗内申岛、劳里岛两个大岛和一些小岛组成，陆地总面积620平方公里。其中西格尼島常用作南极探险基地。1821年12月为英国人George Powell发现，并宣布为英国领有；1962年起成为英属南极领地的一部分；但阿根廷同英国有主权争执。
得名自奥克尼